# Terrorisme en 1997
Chronologie du terrorisme
- 1993
- 1994
- 1995
- 1996
- 1997
- 1998
- 1999
- 2000
- 2001

## Événements

### Janvier
- 7 janvier, Algérie : l'explosion d'une voiture piégée rue Didouche Mourad à Alger, fait vingt-trois morts et plus de soixante blessés[1].
- 16 janvier, Algérie : l'explosion d'une bombe dans un marché à Boufarik fait quinze morts et quarante-trois blessés[1].
- 19 janvier, Algérie : une voiture piégée dans une rue commerçante du quartier Belouizdad à Alger fait cinquante-quatre morts et quatre-vingt neuf blessés[1].
- 21 janvier, Algérie : l'explosion d'une voiture piégée boulevard des Martyrs à Alger fait dix-sept morts et plusieurs blessés[1].
- 22 janvier, Algérie : l'explosion d'une voiture piégée entre Boufarik et Douéra fait neuf morts et trente blessés[1].
- 22 janvier, Algérie : une bombe à Blida fait cinq morts et quarante-sept blessés[1].
- 22 janvier, France : douze militants néonazis sont arrêtés dans le cadre de l'enquête sur l'attentat contre le magazine Tribune juive par les enquêteurs de la brigade criminelle et des renseignements généraux de la préfecture de Paris. Frédéric Chatillon, directeur des éditions Riwal et chef du GUD, est également arrêté[2].
- 23 janvier, Algérie : une bombe explose dans le quartier populaire de Baraki à Alger et fait trente morts[1].
- 28 janvier, Algérie : l'explosion d'une bombe près d'un café à Blida fait quatre morts et au moins quinze blessés[1].
- 28 janvier, Algérie : l'explosion d'une bombe sur le marché de Blida fait quinze morts et trente blessés[1].
- 29 janvier, Colombie : attentat des FARC à Medellin, trois morts et vingt-quatre blessés[réf. souhaitée].

### Février
- 24 février, États-Unis : une fusillade près de l'Empire State Building à New York fait un mort et six blessés[3].

### Mars
- du 21 mars au 4 septembre, Israël : trois attentats-suicides à Tel Aviv et Jérusalem, revendiqués par le Hamas[4].

### Juin
- 1er juin, Algérie : des bombes explosent dans deux bus à Alger, causant la mort de treize personnes et faisant quatre-vingts blessés[1].

### Juillet
- 12 juillet, Espagne : l'organisation séparatiste basque ETA assassine Miguel Angel Blanco, un conseiller municipal d'Ermua, au Pays basque. Le jeune homme de vingt-neuf ans avait été enlevé quarante-huit heures plus tôt. Sa mort provoque une vague de manifestations anti-ETA sans précédent en Espagne[5].

### Août
- 29 août, Algérie : une bombe explose dans la casbah d'Alger et fait treize morts et soixante blessés[1].

### Octobre
- 15 octobre, Sri Lanka : un attentat au camion piégé contre le World Trade Center de Colombo, suivi d'une fusillade, fait dix-sept morts et une centaine de blessés. Cette attaque est attribuée aux Tigres Tamouls[6].

### Novembre
- 17 novembre, Égypte : un commando de la Jamaa Islamiya tire sur des touristes visitant le temple d'Hatchepsout à Louxor et font soixante-sept morts ; une dizaine d'attentats contre les touristes ont eu lieu en Égypte entre 1992 et 1997[7].